# أورساغو
أورساغو (بالإيطالية: Orsago)‏ هي بلدية في مقاطعة تريفيزو بمنطقة فنيتة، شمال إيطاليا. تقع على بعد 60 كيلومترًا (37 ميلًا) شمال مدينة البندقية، و30 كيلومترًا (19 ميلًا) شمال شرق تريفيزو.